# Innovation Place Research Park
Innovation Place ist eine Forschungseinrichtung der Provinz Saskatchewan, Saskatoon, Kanada. Es wurden insgesamt drei Forschungsparks in der Provinz eröffnet, die sich auf verschiedene Standorte verteilen. Ein Forschungspark befindet sich in der Nähe der University of Saskatchewan in Saskatoon, Saskatchewan, ein weiterer in der Nähe der University of Regina, in Regina, Saskatchewan und der dritte bekannt auch als „Forestry Centre“ in Prince Albert, Saskatchewan. Im Jahre 2004 unterhielten 127 Unternehmen Forschungseinrichtungen an den Standorten.

## Saskatoon Innovation Place

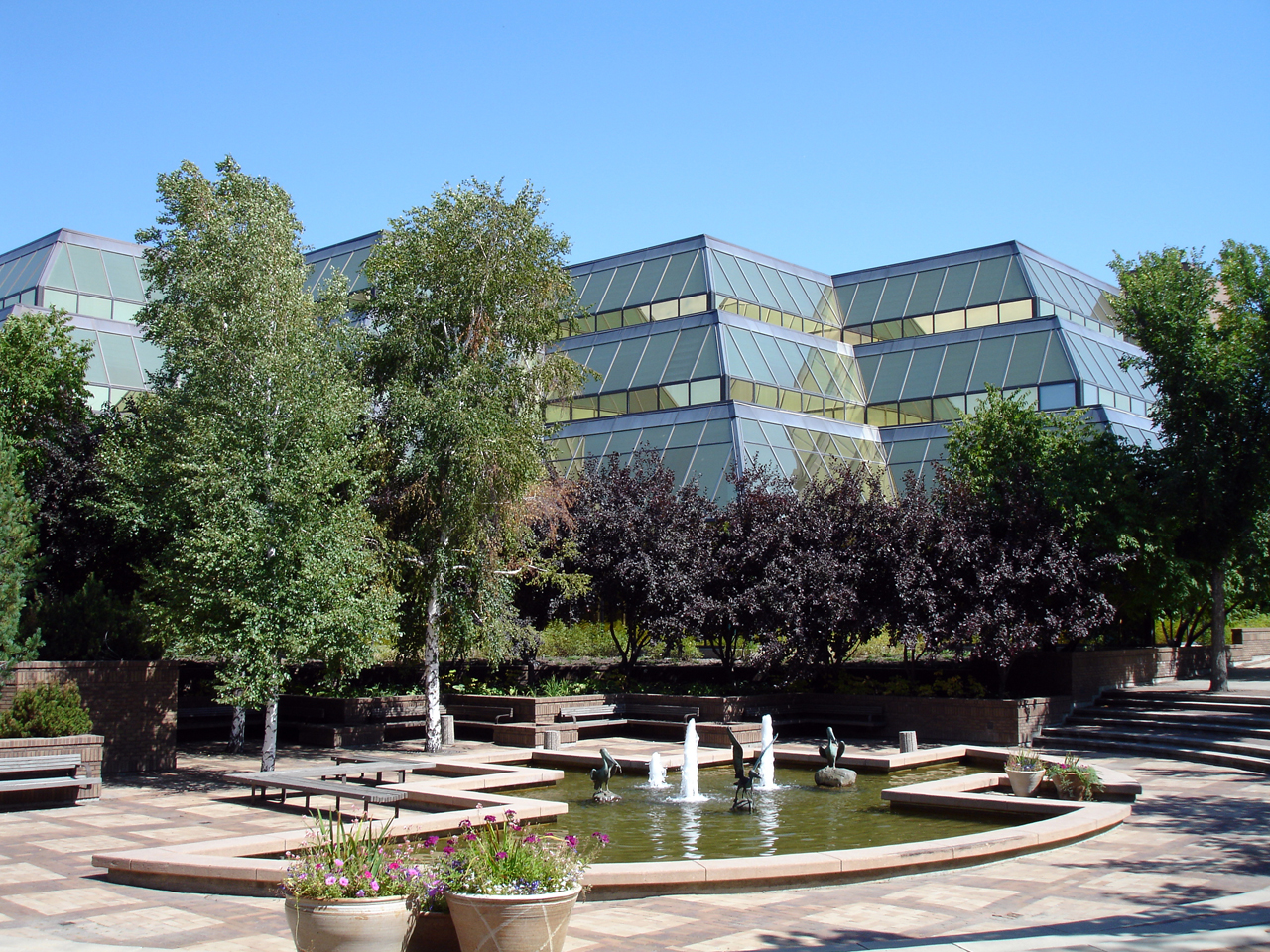
Galleria Building, Innovation Place (Saskatoon)

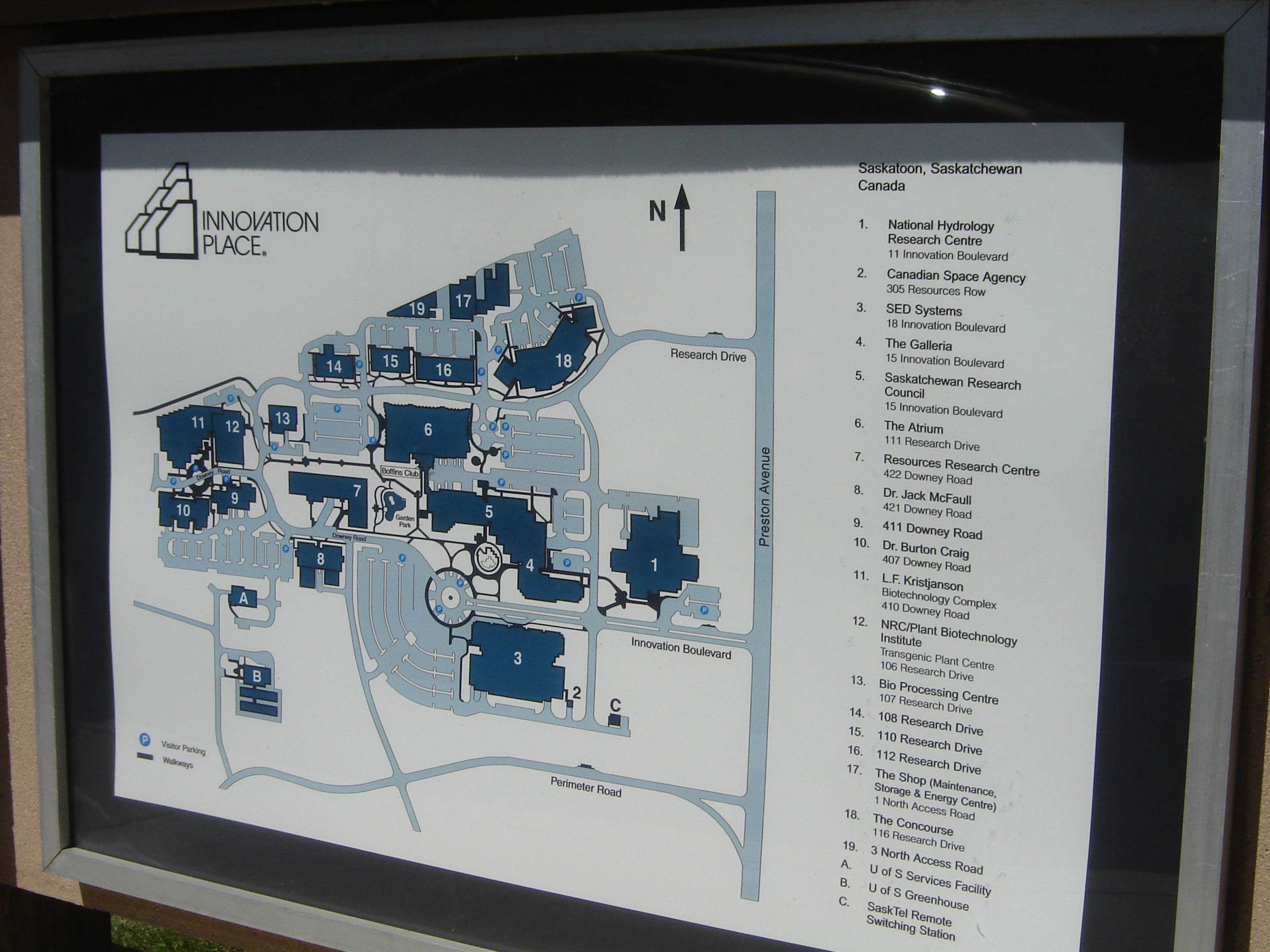
Innovation Place Übersichtskarte (Saskatoon)

Der Forschungspark in Saskatoon beinhaltet folgende Gebäude/Einrichtungen:
- The Atrium
- Bio Processing Centre
- Canadian Space Agency Forschungsgebäude mit Satellitenfunkstelle
- The Concourse in diesem Gebäude befinden sich mehrere Forschungseinrichtungen.
- Dr. Burton Craig Building
- 411 Downey Road
- Galleria Building
- L.F. Kristjanson Biotechnology Complex
- Maintenance/Energy Centre
- National Hydrology Research Centre - Hydrologie und Umweltforschungszentrum wird betrieben von  Environment Canada
- 108 Research Drive
- 110 Research Drive
- 112 Research Drive
- 121 Research Drive
- Saskatchewan Research Council
- SaskTel Telekommunikationsanbieter Forschungseinrichtung
- SRC Analytical Laboratories (verfügt über ein  SLOWPOKE Forschungsreaktor)
- SED Systems
- University of Saskatchewan Services Facility

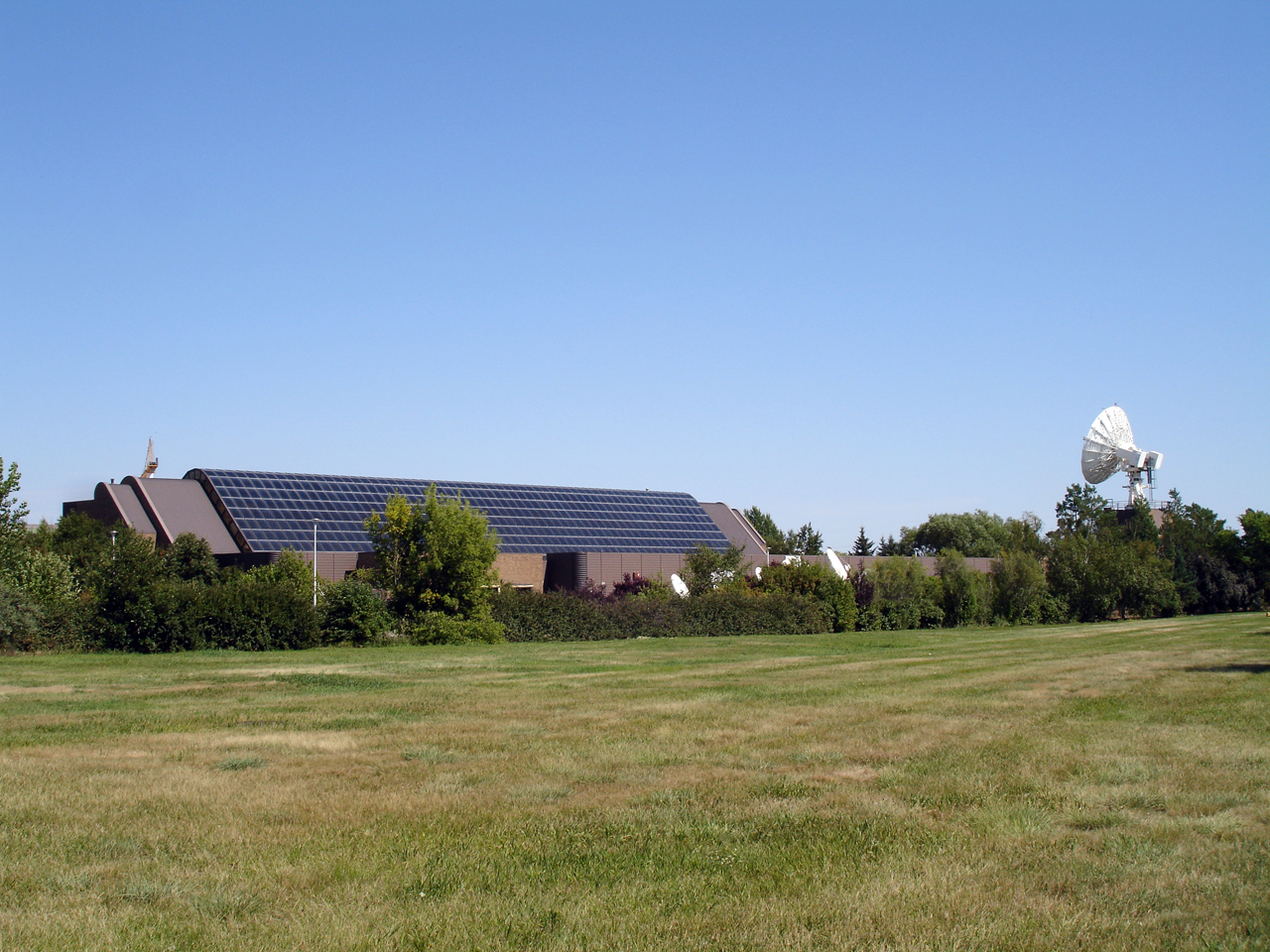
SED Systems Gebäude

- University of Saskatchewan Agriculture Greenhouse

## Regina Innovation Research Park
Auf dem 320.000 m² großen Gelände, das sich in der Nähe der University of Regina befindet, werden nationale sowie internationale Forschungen durch Kooperationen mit Universitäten und Unternehmen durchgeführt. Die wichtigsten Forschungen werden in den Bereichen Informationstechnologie, Petrochemie und weiteren Naturwissenschaften durchgeführt. Auf diesem Gelände arbeiten ca. 850 Menschen für diverse Unternehmen und Forschungseinrichtungen.
- ISM Building - ist ein zweigeschossiges Gebäude, welches 1990 fertiggestellt wurde und über eine Nutzfläche von 7400 m². Das Gebäude beinhaltet ISM Information Systems Management Canada Corporation, eine Forschungseinrichtung von IBM Canada.  Des Weiteren  unterhält die Provinzregierung von Saskatchewan  ein Information Technology Office (ITO) in diesem Gebäude.
- IT Building 2 - Das Gebäude wurde 1995 fertiggestellt und verfügt über eine Fläche von 1000 m². Es beinhaltet mehrere IT-Forschungsinstitute.
- Petroleum Technology Research Centre - Das dreistöckige Gebäude wurde im Jahr 2000 fertiggestellt und beinhaltet auf einer Fläche von rund 6500 m² mehrere Forschungseinrichtungen. Darunter das Saskatchewan Research Council und die University of Regina und weitere Einrichtungen.
- Titanium Pilot Plant

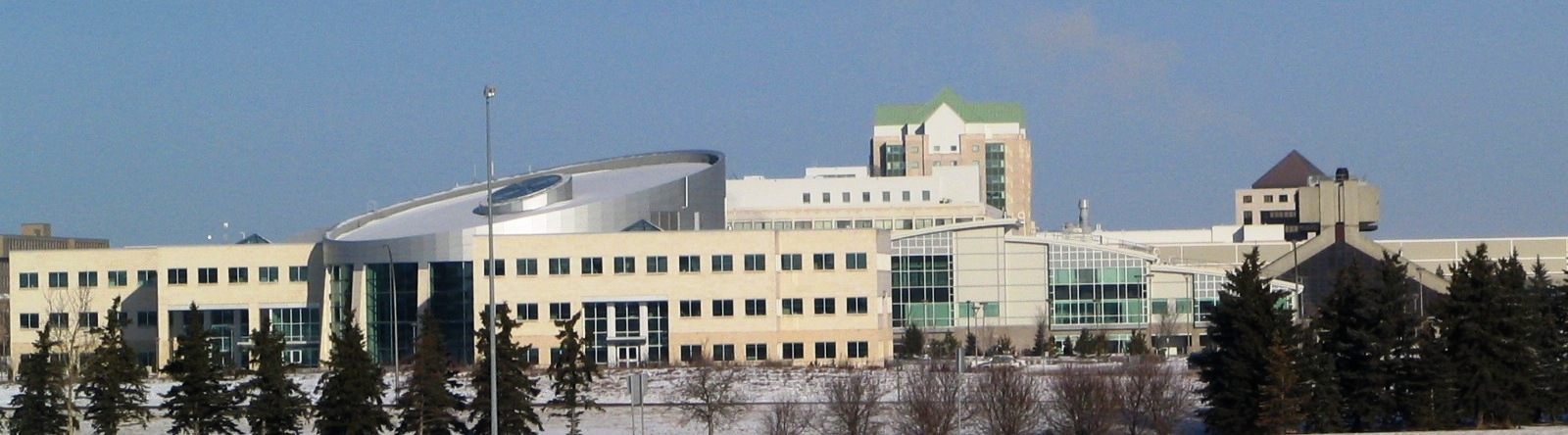
The Terrace Gebäude, Regina Innovation Research Park.

- The Terrace - Das Gebäude wurde im Jahre 2001 eröffnet und verfügt über eine Fläche von 11.000 m 2 und beheimatet mehrere Forschungseinrichtungen.
- Greenhouse Gas Technology Centre - Diese Forschungseinrichtung wird von der University of Regina betrieben. Das Gebäude verfügt über eine Fläche von 2300 m² und beinhaltet das Internationale Forschungszentrum für CO2 Treibhausverringerung.
- Das Saskatchewan Disease Control Laboratory-Gebäude wurde im Jahre 2010 fertiggestellt.

## Prince Albert Forest Centre
In Prince Albert befindet sich  Forschungszentrum mit insgesamt 14 Laboratorien.